# Comuna de Pruszcz
Pruszcz (polaco: Gmina Pruszcz) é uma gminy (comuna) na Polónia, na voivodia de Cujávia-Pomerânia e no condado de Świecki. A sede do condado é a cidade de Pruszcz.
De acordo com os censos de 2004, a comuna tem 9272 habitantes, com uma densidade 65,3 hab/km².

## Área
Estende-se por uma área de 141,96 km², incluindo:
- área agricola: 87%
- área florestal: 3%

## Demografia
Dados de 30 de Junho 2004:
|                      | Total   | Total | Mulheres | Mulheres | Homens  | Homens |
| -------------------- | ------- | ----- | -------- | -------- | ------- | ------ |
|                      | pessoas | %     | pessoas  | %        | pessoas | %      |
| População            | 9272    | 100   | 4800     | 51,8     | 4472    | 48,2   |
| Densidade (pop./km²) | 65,3    | 100   | 33,8     | 33,8     | 31,5    | 31,5   |

De acordo com dados de 2005, o rendimento médio per capita ascendia a 1760,69 zł.

## Subdivisões
- Bagniewko, Brzeźno, Cieleszyn, Gołuszyce, Grabówko, Luszkówko, Łaszewo, Łowin, Łowinek, Małociechowo, Mirowice, Niewieścin, Parlin, Pruszcz, Rudki, Serock, Topolno, Wałdowo, Zawada, Zbrachlin.

## Comunas vizinhas
- Bukowiec, Chełmno, Dobrcz, Koronowo, Świecie, Świekatowo, Unisław